# Malai

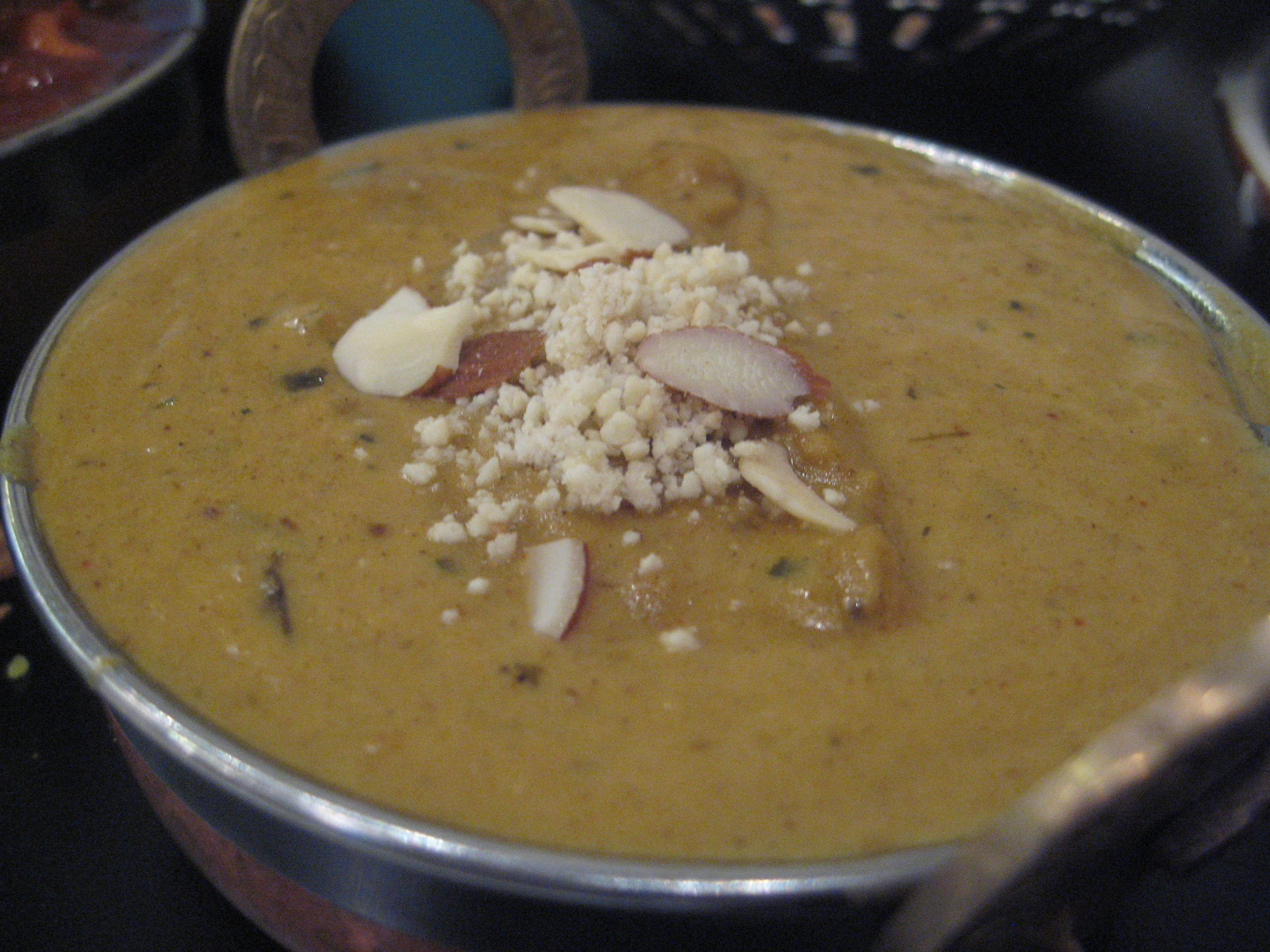
Schaaltje met Malairoom

Malai is in de Zuid-Aziatische keuken een term voor clotted cream, Devonshire cream of dikke room. Malai wordt gebruikt in recepten als de pasta malai kofta en het zoete ijs malai kulfi.
Het wordt gemaakt door niet-gehomogeniseerde volle melk boven 80°C ongeveer een uur te verwarmen, waarna het wordt afgekoeld. Er vormt zich een dikke geelachtige laag van vet en gestolde proteïnes die wordt afgeschuimd. Dit proces wordt meestal een paar keer herhaald totdat het meeste vet verwijderd is.
Malai bevat ongeveer 55% botervet. Er wordt van uitgegaan dat de beste malai van melk van waterbuffels wordt gemaakt, vanwege de hoge vetgraad.